# Holmtjärnet (Svanskogs socken, Värmland)
Holmtjärnet är en sjö i Säffle kommun i Värmland och ingår i Göta älvs huvudavrinningsområde.